# Samantha Ryan
Pour les articles homonymes, voir Samantha et Ryan.
Samantha Ryan, née Jamie Mance le 3 mars 1978 dans le Kansas, est une actrice pornographique américaine lesbienne. Elle est apparue dans plus de 400 films.

## Biographie
Samantha Ryan est une actrice spécialisée dans les scènes lesbiennes. Elle a toujours été attirée par les femmes depuis son adolescence. Lors d'une interview un peu choc, elle révéla que le sexe d'un homme la dégoûte et qu'elle était heureuse de voir que de plus en plus de femmes devenaient lesbiennes.

## Filmographie sélective
- 2001 Shayla Gets Even
- 2004 Beef Eaters
- 2004 Madam Curtis
- 2004 Blow Me Sandwich 6
- 2004 Sweet Tarts
- 2004 Nurses Gone Wild
- 2005 Pussyman's Decadent Divas 28
- 2005 Finger Licking Good 2
- 2005 Girly Thoughts 2
- 2005 Lick Between the Lines
- 2005 Pussy Play 1
- 2005 Intimate Secrets 5
- 2005 Naughty Teens
- 2005 Double the Pleasure
- 2005 Miss Strap On
- 2005 Hotel Bliss
- 2005 War of the Girls
- 2005 The Perfect Secretary
- 2005 Sex Games Vegas (TV series)
- 2005 Topless Helpless Bondage Toys!
- 2006 Pillow Talk
- 2006 Pink Paradise
- 2006 Toys, Twats, Tits
- 2006 Fem: L'Amour
- 2006 All Girl Cocktail Party
- 2006 Fashion Underground
- 2006 The Kidnapping of Samantha Ryan
- 2006 Women Seeking Women 26
- 2006 L.A.Vice
- 2006 Bondage in Her Dreams
- 2007 Fem: Staccato
- 2007 Sophia Santi's Juice
- 2007 Lucky Lesbians 2
- 2007 The 4 Finger Club 24
- 2007 Shameless
- 2007 Playgirl: Amorous Sexcapades
- 2007 Starlets in Bondage
- 2007 Women Seeking Women 31
- 2007 Women Seeking Women 38
- 2007 Samantha Ryan's Naked Peril!
- 2007 MILF Next Door
- 2007 Lesbian Seductions: Older/Younger 11
- 2007 Lesbian Seductions: Older/Younger 13
- 2007 Lesbian Seductions: Older/Younger 14
- 2007 Twins
- 2008 Babes Illustrated 17
- 2008 American Pin-Ups
- 2008 They Tied Me Topless
- 2008 Lesbian Tutors 6
- 2008 Lesbian Psycho Therapists 2
- 2008 Hot Models in Bondage!
- 2008 Good Girls Gagged and Bound!
- 2008 Battle of the Hogtied Maids
- 2008 Rivals 1
- 2008 Pretty Prisoners of Chloro Conspiracies
- 2008 Girls Kissing Girls 1
- 2008 Imperfect Angels 4
- 2008 Women Seeking Women 39
- 2008 Women Seeking Women 40
- 2008 Women Seeking Women 41
- 2008 Women Seeking Women 44
- 2008 Women Seeking Women 46
- 2008 Dangerous Diva Does Hollywood
- 2008 Lesbian Noir 1: The Pool Girl
- 2008 Tape Bound Volume 1
- 2008 Pretty Girls Wrapped Like Presents
- 2008 Lesbian Adventures: Strap-On Specialist 1
- 2009 Supermodel Slumber Party
- 2009 Girl Crazy
- 2009 The Housewives of Amber Lane 2
- 2009 Sophia Santi in White
- 2009 Monique's Sex Party
- 2009 Glamour Girls 3
- 2009 Girls Kissing Girls 2
- 2009 Girls Kissing Girls 3
- 2009 Blonde and Brilliant
- 2009 Legends & Starlets 1
- 2009 Nymphetamine 3
- 2009 Lesbian Legal 1
- 2009 19th Birthday 2
- 2009 Triple Threat Bondage
- 2009 Lesbian Confessions 3
- 2009 Twisted Passions 6
- 2010 Lesbian Adventures: Wet Panties (avec Andy San Dimas)
- 2010 It Starts with a Kiss
- 2010 My First Sex Teacher #22
- 2010 Lesbian Legal 7
- 2010 Road Queen 14
- 2010 Road Queen 15
- 2010 Girls Kissing Girls 4
- 2010 Bondage Party
- 2010 Girls Who Want Girls
- 2010 Girls Kissing Girls 5
- 2010 Women Seeking Women 64
- 2010 Women Seeking Women 67
- 2010 Lesbian Adventures: Strap-On Specialists 2 (avec Sarah Blake)
- 2010 No Man's Land MILF Edition 4
- 2011 Kittens & Cougars 4
- 2011 No Boys Allowed
- 2011 Lesbian Truth or Dare 4
- 2011 Life on Top (TV series)
- 2011 Girls Only
- 2011 Stripped for Bondage
- 2011 The Masseuse 3
- 2011 Foot Flavors
- 2011 Office Seductions 3
- 2011 Spin the Bottle
- 2011 Chemistry (TV series)
- 2011 The Interns 2
- 2011 Girls Kissing Girls 7
- 2011 Girls Kissing Girls 8
- 2011 Lesbian Sex 3
- 2011 Elexis and Her Girlfriends 2
- 2012 Women Seeking Women 83
- 2012 Lesbian Boob Worship
- 2012 Beautiful Girls in Bondage
- 2012 Tightly Bound Couples
- 2012 Cheer Squad Sleepovers 1
- 2012 Lesbian House Hunters 7
- 2012 Lesbian Sex 6
- 2012 Lesbian Adventures: Wet Panties Trib 2
- 2012 Girls Kissing Girls 11
- 2013 Her First Lesbian Sex 27
- 2013 Women Seeking Women 90
- 2013 Women Seeking Women 95
- 2014 My First Lesbian Experience 5
- 2014 Lesbian Doms and Subs 3: Lesbians on Parole
- 2015 Women Seeking Women 114
- 2015 Women Seeking Women 121
- 2015 Lesbian Seductions Older/Younger 52
- 2016 No Boys, Just Toys
- 2016 Twenty: the Best Lesbian Sex 2
- 2017 Bree Daniels and Her Girlfriends (compilation)
- 2017 Celeste Star and Her Girlfriends (compilation)
- 2017 Jana Cova and Her Girlfriends (compilation)
- 2018 Allie Haze and Her Girlfriends (compilation)
- 2018 Samantha Ryan and Her Girlfriends (compilation)
- 2018 Women Seeking Women 159

## Récompenses et nominations
- 2006 AVN Award nommée – Best All-Girl Sex Scene, Video – War of the Girls
- 2007 AVN Award nommée – Best Group Sex Scene, Video – Butt Pirates of the Caribbean
- 2008 AVN Award nommée – Best Solo Sex Scene – All by Myself
- 2011 AVN Award nommée – Best Actress – Awakening to Love
- 2011 AVN Award nommée – Best Couples Sex Scene – Gigolos
- 2011 XBIZ Award nommée – Acting Performance of the Year, Female – Awakening to Love
- 2012 AVN Award nommée – Best Girl/Girl Sex Scene Girls Kissing Girls 8
- 2012 AVN Award nommée – Best Supporting Actress – Pervert
- 2012 XBIZ Award nommée – Acting Performance of the Year, Female – The Interns 2